# Добой
Добой (на босненски: Doboj) е град в Република Сръбска, федерация Босна и Херцеговина. Административен център на община Добой в Босненска Посавина. Населението на града през 2013 година е 68 614 души.

## История
През 1948 от скопския затвор „Идризово“ в каменоломните край града са изпратени 1000 затворници с твърдо българско самосъзнание, наричани ВМРО-вци, които прекарват там 9 месеца, живеейки в бараки, работят при студ, често пъти достигащ минус 25 градуса по °C, получават само 200 грама хлебни дажби дневно, определяна им е висока дневна норма за добив на камъни, а при неизпълнение са обявявани за „саботьори“ и са затваряни в карцер с вода до гърдите, откъдето са изваждани мъртви, често при къртенето затворниците загиват от експлозиите и хвърлените от взривовете камъни поради липсата на сигурни укрития, други умират от изтощение или тежки простуди, случайно приближилите се до телените заграждения на концлагера затворници са били понякога застрелвани от пазачите при „опит за бягство“, чиито трупове са били просвани край другите концлагеристи с цел всяване на ужас, и то по време на хранене, а побоите са били постоянни и по най-дребен повод, и в резултат умират около 800 от затворниците, а оцелелите 200 са в тежко състояние.

## Население
Населението на града през 1991 година е 27 498 души.

### Етнически състав
| Добой                 |                 |               |               |
| Година на преброяване | 1991            | 1981          | 1971          |
| Мюсюлмани             | 11 154 (40,56%) | 8822 (37,44%) | 8976 (49,14%) |
| Сърби                 | 8011 (29,13%)   | 6091 (25,85%) | 5044 (27,61%) |
| Хървати               | 2714 (9,86%)    | 2852 (12,10%) | 2889 (15,81%) |
| Югославяни            | 4365 (15,87%)   | 5211 (22,11%) | 919 (5,03%)   |
| Други и неопределени  | 1254 (4,56%)    | 582 (2,47%)   | 436 (2,38%)   |
| Общо                  | 27 498          | 23 558        | 18 264        |

## Личности
Родени в Добой
- Степан Антоляк (1909 – 1997 г.), хърватски историк
- Рефик Бешлагич (1919 – 1942/1943 г.), народен герой на Югославия
- Силвана Арменулич (1939 – 1976 г.), югославска певица
- Перо Букейлович (р. 1946 г.), босненско-сръбски политик, девети министър-председател на Република Сръбска
- Драган Микеревич (р. 1955 г.), босненско-сръбски политик, осми министър-председател на Република Сръбска
- Индира Радич (р. 1966 г.), босненско-сръбска певица

Починали в Добой